# Martyna Czyrniańska
Martyna Czyrniańska (ur. 13 października 2003 w Krynicy-Zdroju) – polska siatkarka, reprezentantka kraju, grająca na pozycji przyjmującej. 

## Życiorys
Jest wychowanką UKS Dwójka Krynica, a jej pierwszym trenerem był Krzysztof Poprawa. W 2017 została uczennicą Szkoły Mistrzostwa Sportowego Polskiego Związku Piłki Siatkowej w Szczyrku. Występowała w barwach juniorskich drużyn Elite Volley Kraków (do 2019) i Energa MKS SMS Kalisz (od 2019). W 2020 została z kaliskim klubem mistrzynią Polski juniorek i mistrzynią Polski kadetek. W sezonach 2019/2020 i 2020/2021 występowała także w rozgrywkach I ligi w barwach SMS PZPS Szczyrk.
Od czerwca 2021 do końca sezonu 2022/2023 była zawodniczką Chemika Police, z którym w sezonie 2021/2022 sięgnęła po mistrzostwo Polski. W 2022 roku podczas Gali 20-lecia Polskiej Ligi Siatkówki została Odkryciem sezonu 2021/2022 Tauron Ligi. W sezonie 2023/2024 była zawodniczką Eczacıbaşı Stambuł. Od sezonu 2024/2025 będzie reprezentantką Bahçelievler Belediyespor.
W kwietniu 2021 została powołana do reprezentacji Polski seniorek, debiutowała w niej 29 kwietnia 2021 w towarzyskim spotkaniu z Czechami. W tym samym roku wystąpiła w rozgrywkach Ligi Narodów, w których zajęła z zespołem 11. miejsce (debiutowała w tych rozgrywkach 7 czerwca 2021 w spotkaniu z Holandią), mistrzostwach świata juniorek, gdzie zajęła z drużyną 6. miejsce oraz na mistrzostwach Europy seniorek (Polki zajęły ostatecznie 5. miejsce).
Jej starszy brat Patryk, również gra zawodowo w siatkówkę jak i jej bratowa Adrianna Rybak-Czyrniańska.
Na swoim obojczyku ma wytatuowany cytat Everything happens for a reason.

## Sukcesy klubowe

### młodzieżowe
Mistrzostwa Polski Kadetek:
- 2020[26]

Mistrzostwa Polski Juniorek:
- 2020[27]

### seniorskie
Liga polska:
- 2022[28]

Puchar Polski:
- 2023

Klubowe Mistrzostwa Świata:
- 2023[29]

Liga turecka:
- 2024[30]

## Sukcesy reprezentacyjne
Liga Narodów:
- 2023, 2024[31], 2025[32]

## Nagrody indywidualne
- 2020: Najlepsza atakująca Mistrzostw Polski Kadetek
- 2020: MVP meczu finałowego Mistrzostw Polski Juniorek[33]